# Vezels-Roussy
Vezels-Roussy è un comune francese di 154 abitanti situato nel dipartimento del Cantal nella regione dell'Alvernia-Rodano-Alpi.

## Società

### Evoluzione demografica
Abitanti censiti